# Diocesi di Linyi
La diocesi di Linyi (in latino: Dioecesis Iceuvensis) è una sede della Chiesa cattolica in Cina suffraganea dell'arcidiocesi di Jinan. Nel 1950 contava 20.545 battezzati su 3.600.000 abitanti. La sede è vacante.

## Territorio
La diocesi comprende parte della provincia cinese di Shandong.
Sede vescovile è la città di Linyi.

## Storia
Il vicariato apostolico di Yizhou (Ichow) fu eretto il 1º luglio 1937 con la bolla Quo maiores di papa Pio XI, ricavandone il territorio dal vicariato apostolico di Qingdao (oggi diocesi).
L'11 aprile 1946 il vicariato apostolico è stato elevato a diocesi (di Yizhou o Linyi o Ichow) con la bolla Quotidie Nos di papa Pio XII.
Dal 1997 è vescovo "ufficiale" della diocesi monsignor Johan Fang Xinyao, che sembra essere riconosciuto anche dalla Santa Sede.

## Cronotassi dei vescovi
Si omettono i periodi di sede vacante non superiori ai 2 anni o non storicamente accertati.
- Karl Christian Weber, S.V.D. † (2 dicembre 1937 - 15 novembre 1970 deceduto)
  - Sede vacante
  - John Fang Xing-yao, consacrato il 27 luglio 1997

## Statistiche
La diocesi nel 1950 su una popolazione di 3.600.000 persone contava 20.545 battezzati, corrispondenti allo 0,6% del totale.
| anno | popolazione | popolazione | popolazione | presbiteri | presbiteri | presbiteri | presbiteri                | diaconi | religiosi | religiosi | parrocchie |
| anno | battezzati  | totale      | %           | numero     | secolari   | regolari   | battezzati per presbitero | diaconi | uomini    | donne     | parrocchie |
| ---- | ----------- | ----------- | ----------- | ---------- | ---------- | ---------- | ------------------------- | ------- | --------- | --------- | ---------- |
| 1950 | 20.545      | 3.600.000   | 0,6         | 25         | 3          | 22         | 821                       |         |           | 45        | 13         |